# Force exécutive
La Force exécutive (arabe : القوة التنفيذية, Tanfithya) est le nom donné à une Police fondée par le Hamas qui s'occupe de sécurité dans la Bande de Gaza. C'est en quelque sorte la branche policière du Hamas, chargée de faire régner l'ordre dans ce petit territoire. La Force exécutive, créée en 2006, est composée de plus de dix mille hommes. Ceux-ci sont facilement reconnaissables à leur camouflage urbain de couleur bleue.
La Force exécutive a été crée après l'arrivée au pouvoir du Hamas dans la bande de Gaza en 2006 en tant qu'instance supplétive pour les forces de sécurité palestiniennes préexistantes. Elle est majoritairement composée de membres du Hamas.

## Tolérance zéro
Depuis la prise du pouvoir du Hamas en juin 2007, la Force exécutive a sévèrement réprimé le marché noir de l’alcool et de la drogue. Cette petite milice a aussi réussi en quelques semaines à mettre fin au chaos sécuritaire qui régnait à Gaza depuis des mois, notamment en interdisant le port d'armes. Beaucoup de grands clans familiaux de Gaza refusent de se soumettre à cette nouvelle politique. Des accrochages entre ces clans et la Force exécutive sont fréquents. Dans le même temps, les forces de sécurité mènent des enquêtes criminelles, recherche les terroristes d'Al-Qaïda et s'occupent de faire la circulation pour combler le manque de policiers.